# Franciszek Bieniasz
Franciszek Bieniasz (ur. 15 sierpnia 1842 w Łańcucie, zm. 27 listopada 1898 w Krakowie) – polski geolog, nauczyciel akademicki i gimnazjalny

## Życiorys
Od 1875 do 1881 był asystentem w Katedrze Mineralogii Uniwersytetu Jagiellońskiego, a następnie nauczał w gimnazjum. Współuczestniczył przy tworzeniu "Atlasu geologicznego Galicji", był członkiem Komisji Fizjografii Akademii Umiejętności. W 1877 został członkiem korespondentem Państwowego Instytutu Geologicznego w Wiedniu. Od 1878 przez trzy lata wspólnie z prof. Alojzym Althem prowadził badania geologiczne w Tatrach, Alth użył wyników jego badań gdy wydał drukiem monografię Wapień niżniowski i jego skamienieliny. Franciszek Bieniasz posiadał bogate zbiory jurajskie pozyskane w Tatrach, które ze zbiorami geologicznymi, zoologicznymi i botanicznymi ofiarował Muzeum Komisji Fizjograficznej. W 1894 prowadził przygotowania do przeprowadzenia badań geologicznych na Giewoncie, zmarł cztery lata później, spoczywa na cmentarzu Rakowickim.